# 根贾姆
根贾姆（Ganjam），是印度奥里萨邦根贾姆县的一个城镇。总人口11312（2001年）。

## 人口
该地2001年总人口11312人，其中男性5819人，女性5493人；0—6岁人口1206人，其中男654人，女552人；识字率74.16%，其中男性为84.76%，女性为62.93%。